# Покровский монастырь (Толочин)
Покровский монастырь — православный монастырь в городе Толочине (Белоруссия), находится в юрисдикции Белорусского экзархата Русской православной церкви.
Монастырь основан при Свято-Покровском храме, построенном в 1604 году канцлером Великого княжества Литовского Львом Сапегой. Соборная церковь — памятник виленского барокко, освящена в 1769 году. Рядом с храмом был возведён монастырский жилой корпус.
В 1804 году при монастыре открыли светское уездное училище, которое в 1830 году закрыли, и на его базе учредили духовное уездное училище. В 60—70-х годах XIX века в окрестностях Толочина было несколько церковно-приходских школ, а Покровский храм был приписан к Свято-Успенскому монастырю города Орши.
В годы советской власти приходу принадлежало только здание храма. Здание монастыря было отдано военкомату, а здание школы — вневедомственной охране.
28 ноября 1996 года решением Толочинского райисполкома приходу было передано здание бывшего жилого корпуса монастыря. В этом здании часть помещений была отведена под жильё священнослужителей, а часть — под воскресную школу. С передачей здания за приходом закреплена и территория, прилегающая к зданию.
10 октября 2004 года решением Священного синода Белорусской православной церкви монастырь возрождён.
В настоящее время идут работы по восстановлению келий в здании бывшего жилого корпуса монастыря. В деревне Монастырь на храме старого монастырского корпуса установлен купол, идут реставрационные работы внутри здания.
13 октября 2006 года монастырь почтил своим визитом митрополит Филарет, патриарший экзарх всея Беларуси, который передал сёстрам старинную икону Воскресения Христова и 12 двунадесятых праздников.